# Baltimore Highlands
Baltimore Highlands – jednostka osadnicza w Stanach Zjednoczonych, w stanie Maryland, w hrabstwie Baltimore.